# Monophyllanthe
Monophyllanthe là một chi thực vật có hoa trong họ Marantaceae.